# Turnus (Ausstellung)

Plakat von Robert Stöcklin zum «Turnus» in der Kunsthalle Basel 1926

Die Turnus-Ausstellungen des Schweizer Kunstvereins (französisch Exposition itinérante de la Société Suisse des Beaux-Arts, italienisch Esposizione svizzera di belle-arti) waren Kunstausstellungen, die von 1840 bis 1961 in verschiedenen Schweizer Städten (hauptsächlich der Deutschschweiz) durchgeführt wurden.
Die Schweizerische Kunstausstellung Turnus entstand «nach einem in Europa einmaligen Modell einer Wanderausstellung, welche die Kunst im ganzen Land verbreiten sollte». Als «einzige regelmässig stattfindende Schweizer Kunstausstellung auf nationaler Ebene» wurde die Turnus ab 1860 finanziell vom Bund unterstützt. Die Gesellschaft Schweizerischer Maler, Bildhauer und Architekten warf dem Turnus Unprofessionalität und Konservatismus vor, boykottierte sie 1921 und trug dazu bei, dass sie 1956 in der Nationalen Kunstausstellung der Schweiz aufging.